# Ázsiai elefánt

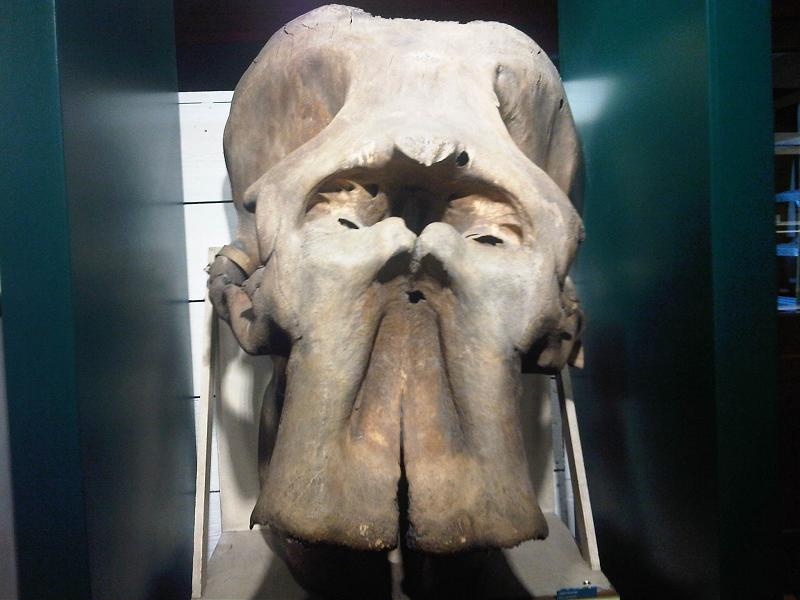
Ázsiai elefánt koponyája a londoni Grant Museum of Zoology-ban

Az ázsiai elefánt (Elephas maximus) az emlősök (Mammalia) osztályának ormányosok (Proboscidea) rendjébe, ezen belül az elefántfélék (Elephantidae) családjába tartozó típusfaj, az afrikai elefánt és az erdei elefánt mellett az egyetlen életben maradt elefántfaj.
Magyarul sokszor hívják indiai elefántnak is. Ez azonban félrevezető, mert nem csak Indiában fordul elő. Csak az Indiában és Ázsia délkeleti részén élő alfaját helyes indiai elefántnak nevezni, ha az egész fajra gondolunk, akkor az ázsiai elefánt a helyes név.
A második legnagyobb szárazföldi állat, csak rokona, az afrikai elefánt előzi meg a rangsorban. Jól megkülönböztethető a két faj, az ázsiai elefánt füle viszonylag kicsi, jobbára csak a bikának van agyara, a marja alacsonyabban van a hátánál, homloka domborúbb, és az ormánya végén csak egy nyúlvány található.

## Előfordulása
Egyre zsugorodó területen, Indiában, Srí Lankán, Bangladesben, Nepálban, Mianmarban, Thaiföldön, Laoszban, Kambodzsában, Vietnámban, Kína déli részén, Malajziában valamint Szumátrán és Borneón él, (Jáva szigetéről már kihalt), pedig hajdan még a Jangce folyó mentén is megtalálható volt. Az esőerdőkben és füves területeken egyaránt megtalálható, elsősorban az erdős területek határát kedveli.

## Alfajai
- †szíriai elefánt (Elephas maximus asurus) Deraniyagala, 1950 – Szíria, Izrael, Jordánia, Libanon, Irán, Pakisztán, Afganisztán, Irak, Törökország
- borneói törpeelefánt (Elephas maximus borneensis) Deraniyagala, 1950 – Borneó
- indiai elefánt (Elephas maximus indicus) (Cuvier, 1798) – India, Nepál, Banglades, Thaiföld, Vietnám, Laosz, Kambodzsa, kontinentális Malajzia, Mianmar, Dél-Kína
- ceyloni elefánt (Elephas maximus maximus) Linnaeus, 1758 – Srí Lanka
- †Elephas maximus rubridens Deraniyagala, 1950
- †jávai törpeelefánt (Elephas maximus sondaicus) Deraniyagala, 1953 - Jáva
- szumátrai elefánt (Elephas maximus sumatranus) Temminck, 1847 – Szumátra

## Megjelenése
Az elefántbikák marmagassága átlagosan 2,75 méter, a tehenek kisebbek, átlagosan 2,4 méteres marmagasságúak. Testtömeg alapján is a bikák rendelkeznek nagyobb mutatókkal, átlagosan 4 tonnát nyomnak, ezzel szemben a tehenek 2,7 tonnásak átlagosan. Hossza 5,5–6,5 méter, plusz a 120–150 centiméteres farok. A legnagyobb ismert példányt 1924-ben lőtték ki Asszámban (Indiában): a hatalmas bika 3,43 méteres marmagasságú volt és 7 tonnát nyomott.
Agyarai – ezek a specializált, fogzománcot nem, csak dentint tartalmazó metszőfogak, amelyeket táplálék kiásására, mozgatására és harcra használnak – többnyire csak a bikáknál fejlődnek nagyra; a teheneké általában ki sem látszik a szájukból. Az agyar nem minden populációjuknál egyformán fejlett. A Srí Lanka-i alfajnál csak minden tizedik bikának van jól látható agyara.

## Életmódja
Pár napnál ritkán tölt többet egy területen. A látszólag lomha állatok megdöbbentően föl tudnak gyorsulni, akár a 25 km/h-s sebességet is elérhetik.
Elsősorban fűfélékkel táplálkozik, de levelet, fakérget, gyökeret és gyümölcsöt is fogyaszt. Főleg a reggeli és az esti órákban aktív, a legforróbb órákban inkább pihen. Naponta 150 kilogrammnyi táplálékot fogyaszt, amelynek csupán 44%-át emészti meg a bélrendszerében élő szimbiotikus baktériumok segítségével. Ezáltal az elefántürülék rendkívül fontos tényezője a táplálkozási láncnak. Az elefántok vízigénye szintén hatalmas, akár 140 litert is képesek meginni egy nap, ezért ritkán távolodnak el messze a vízpartoktól.
Rendkívül szociális állat, az elefántcsoportok rokon tehenekből és azok fiatal utódaikból állnak. A legidősebb nőstény áll az átlagosan 20 egyedből álló csapat élén. A nagyobb csapat a nap folyamán időszakosan kisebbekre oszlik, amelyek között azonban állandó kommunikációt biztosít a messzire hallatszó hangjuk. A kifejlett bikák magányosan vagy csak hímekből álló csapatokban élnek, és csak a párzási időszakban csatlakoznak a tehenekhez. A legdominánsabb bika előjoga a párzás. A párzási időszakban a hímekben is hormonális változások játszódnak le, amelyek jelentős hatással vannak a viselkedésükre. Ez az úgynevezett muszt (musth), amikor a bikák rendkívül agresszívekké és veszélyesekké válnak.
A vizsgálatok alapján a territoriális viselkedés nem jellemző rá – annak ellenére, hogy élőhelyének csökkenésével egyre kisebb területekre szorul vissza, és időszakos vándorlása ellehetetlenült. A hímek átlagosan 15, a nőstények 30 négyzetkilométeres területen mozognak.
A vadonban mintegy 60–70 éves koráig él.

## Szaporodása
A párzási időszakban a bikák sok nemi hormont termelnek; ez nem csak szexuális tevékenységüket serkenti, de erőszakosabbá, ingerlékenyebbé is teszi őket. A párzás időszaka rendszerint a heves esőzések idejére esik, ilyenkor – az esős évszak második felében – ivarzanak a nőstények is, aminek következtében a 22 hónap múlva születő borjak az esős évszak kezdetén látják meg a napvilágot, amikor a legbőségesebb a táplálékkínálat.
Az elefántok vemhességi ideje hosszú, 18-22 hónap. Az ösztrusz ciklusuk 22 napos, amelyből mindössze egy napig fogamzóképesek. A tehenek jó körülmények között általában 3-4 évente ellenek. Gyakran megesik, hogy az ellő tehenet egy másik tehén segíti. A viszonylag fejletten világra jövő, kb. 100 kg tömegű ázsiai elefántborjút közvetlenül születése után barnás szőr borítja, és hamar lábra képes állni. Bár már korán elkezd füvet is enni, anyja közel 18 hónapig szoptatja. Emellett anyja ürülékét is elfogyasztja, amely sok fontos tápanyag mellett a még fontosabb szimbiotikus baktériumokat tartalmazza. A borjak kb. 48 hónapig állnak anyjuk oltalma alatt. Ivarérettségüket átlagosan 14 éves korukban érik el, addigra a hímeknek el kell hagyniuk a szülőcsoportot. A fiatal bikák ekkor csapatokba verődhetnek össze. Az első párzásra még sokat kell várniuk, erre csak akkor kerülhet sor, mikor dominánssá válnak. Állatkertben akár 70 évig is élhetnek.
A borjak életük első éveiben rohamosan növekednek. Tizenöt év múlva lassul ugyan a növekedésük, de életük végéig folytatódik. A bikák 20 és 30 éves koruk között újabb intenzív növekedési perióduson esnek át. A tehenek is megérhetnek olyan magas kort, amikor már nem szaporodóképesek. Hosszú életük folyamán szerzett tapasztalataikat továbbadják a fiatalabbaknak, ami meglehetősen ritka dolog az állatvilágban. A vadon élő ázsiai elefántoknak ma már csak fele él 15 évnél tovább, egyötödük pedig megéri a 30 éves kort. Mivel a vadorzók egyre fiatalabb elefántokat vesznek célba, folyamatosan csökken az állatok esélye arra, hogy magas kort érjenek meg.

## Egyéb

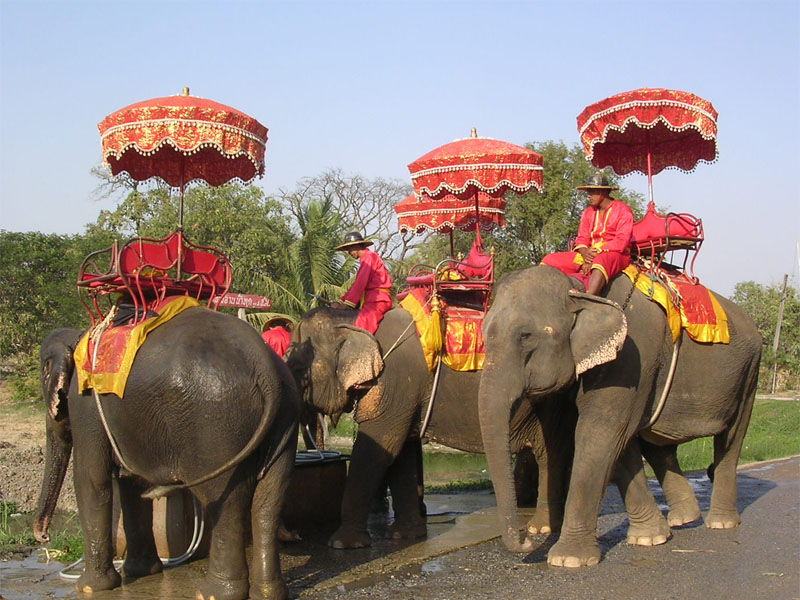
Turisták szállítására beidomított elefántok a thaiföldi Ayutthaya Elefántközpontban

Az ázsiai elefántot már évezredek óta munkára fogják. Az ókori csatákban egyfajta „harckocsiként” tört utat az ellenség soraiban, majd leginkább a fakitermelésben és vadászatokon használták, és – egyre kisebb számban – használják ma is.

## Természetvédelmi helyzete
Az emberi időszámítás óta az ázsiai elefánt elterjedési területe egyre zsugorodik. 2000 évvel ezelőtt elterjedési területébe beletartozott Irán, Pakisztán és Afganisztán is. Ekkor Kínában is jóval északabbra élt, mint ma, elérte egészen a Jangce folyó vidékét, de folyamatosan délebbre szorult vissza. Ma már csak Kína legdélebbi részén, Jünnan tartományban fordul elő. Az ázsiai elefántot a Természetvédelmi Világszövetség (IUCN) jelenleg a „veszélyeztetett” fajok között tartja számon. Korábban afrikai rokonához hasonlóan az agyarai miatt vadászták, mivel az elefántcsont mindig fontos szerepet játszott az emberi történelemben.
Ma a fő probléma élőhelyeik pusztítása. Egy elefántcsorda számára igen nagy terület kell. Bár az elefánt fontos szerepet tölt be az elterjedési területén élő emberek hitvilágában, kultúrájában, nehéz vele együttélni: a gazdák nagyon nehezen viselik el, ha az elefántok megdézsmálják vagy esetleg teljesen elpusztítják a termést. Ráadásul egy feldühödött elefánt akár meg is ölhet egy embert vagy elpusztíthat egy házat. A vadon élő elefántok számát 35 000 és 55 000 egyed közé becsülik. Ebből 40% az indiai szubkontinensen él, további 40% a délkelet-ázsiai szárazföldön. A fennmaradó 20% él Srí Lanka, Szumátra és Borneó szigetén.
Ezen felül ma nagyjából 15 000 példányra tehető a háziasított elefántok száma. Mivel fogságban nagyon ritkán szaporodnak, többnyire a vadonból szerzik az utánpótlást, illetve inkább csak szerezték, mert egyrészt a vadon élő elefántok igen megritkultak, másrészt jelentősen csökkent az elefánt, mint munkaerő iránti igény. Korábban javarészt fizikai ereje miatt alkalmazták erdőirtásoknál vagy építkezéseknél, szerepét mára javarészt átvették a gépjárművek. Thaiföldön 1900 körül még mintegy 100 000 elefánt dolgozott, számuk már nem éri el a 4000-et. Jelenleg a legtöbb elefánt a technológiailag elmaradottnak számító Mianmarban él, nagyjából 5500 egyed.
Vallási és turisztikai okokból azonban várhatóan domesztikált elefántokat mindig is tartanak majd Ázsiában. Állatkertekben mindig is a legnépszerűbb fajok közé tartozott. Mivel könnyebben kezelhető afrikai rokonánál (a fogságban élő elefántok többsége ugyanolyan domesztikált jellegűnek számít, mint az Ázsiában dolgozó elefántok), korábban szinte kizárólag ezt a fajt tartották. Jelenleg is sok helyütt tartanak ázsiai elefántokat, de tartásuk nagy méretük, nagy étvágyuk, fokozott törődésigényük miatt nem a legegyszerűbb feladat.
Magyarországon négy állatkertben tartanak ázsiai elefántokat:
- a Budapesti Állatkertben egy tehén, egy bika, és egy 2017-ben született hím borjú,[8]
- a Nyíregyházi Állatparkban három tehén,
- a Veszprémi Állatkertben három bika,
- a Szegedi Vadasparkban szintén három bika él. Mindegyikük az indiai alfajhoz tartozik.

## Galéria
|  |  |  |  |